# Telemark-Weltmeisterschaft 2005
Die Telemark-Weltmeisterschaft 2005 des Ski-Weltverbandes FIS fand vom 30. März bis 2. April 2005 in Beitostølen in Norwegen statt.

## Teilnehmer
| Europa (12 Länder)                                                     | Europa (12 Länder)                                      |
| ---------------------------------------------------------------------- | ------------------------------------------------------- |
| - Dänemark - Deutschland - Frankreich - Finnland - Kroatien - Norwegen | - Slowenien - Schweden - Schweiz - Spanien - Tschechien |
| Amerika (2 Länder)                                                     |                                                         |
| - Kanada                                                               | - Vereinigte Staaten                                    |
| Asien (1 Land)                                                         |                                                         |
| - Japan                                                                |                                                         |

## Medaillenspiegel

### Nationen
| Platz | Land     | Gold | Silber | Bronze | Gesamt |
| ----- | -------- | ---- | ------ | ------ | ------ |
| 1     | Norwegen | 4    | 4      | 5      | 13     |
| 2     | Schweiz  | 1    | 1      | 1      | 3      |
| 3     | Schweden | 1    | 1      | –      | 2      |

### Sportler
| Platz | Sportler(in)     | Land | Gold | Silber | Bronze | Gesamt |
| ----- | ---------------- | ---- | ---- | ------ | ------ | ------ |
| 1     | Eirik Rykhus     | NOR  | 2    | –      | –      | 2      |
| 2     | Sigrid Rykhus    | NOR  | 1    | 1      | –      | 2      |
| 2     | Sandra Haelldahl | SWE  | 1    | 1      | –      | 2      |
| 4     | Eirik Borgersen  | NOR  | 1    | –      | 1      | 2      |
| 5     | Francoise Matter | SUI  | 1    | –      | –      | 1      |
| 6     | Børge Søvik      | NOR  | –    | 1      | 1      | 2      |
| 7     | Adriano Iseppi   | SUI  | –    | 1      | –      | 1      |
| 7     | Katinka Knudsen  | NOR  | –    | 1      | –      | 1      |
| 7     | Eivind Modalsli  | NOR  | –    | 1      | –      | 1      |
| 10    | Lene Haaskjold   | NOR  | –    | –      | 3      | 3      |
| 11    | Tony Burn        | SUI  | –    | –      | 1      | 1      |

## Herren

### Sprint Classic
| Platz | Name                | Zeit 1. | Zeit 2. | Gesamt      |
| ----- | ------------------- | ------- | ------- | ----------- |
| 01    | Eirik Rykhus        |         |         | 2:17,85 min |
| 02    | Eivind Modalsli     |         |         | 2:12,27 min |
| 03    | Eirik Borgersen     |         |         | 2:12,87 min |
| 04    | Adriano Iseppi      |         |         | 2:13,28 min |
| 05    | Bjoern Fisker       |         |         | 2:15,09 min |
| 06    | Børge Søvik         |         |         | 2:15,34 min |
| 07    | Kjetil Søvik        |         |         | 2:15,90 min |
| 08    | Bjørn Erik Gunnerød |         |         | 2:17,82 min |
| 09    | Armin Kiser         |         |         | 2:18,17 min |
| 10    | Mattias Wagenius    |         |         | 2:19,47 min |

### Riesenslalom
| Platz | Name               | Zeit 1. | Zeit 2. | Gesamt      |
| ----- | ------------------ | ------- | ------- | ----------- |
| 01    | Eirik Rykhus       |         |         | 2:04,98 min |
| 02    | Børge Søvik        |         |         | 2:05,62 min |
| 03    | Tony Burn          |         |         | 2:09,88 min |
| 04    | Martin Thornberg   |         |         | 2:10,65 min |
| 05    | Bjoern Fisker      |         |         | 2:12,44 min |
| 06    | Per Lindstroem     |         |         | 2:13,39 min |
| 07    | David Urban Simčič |         |         | 2:14,60 min |
| 08    | Eivind Modalsli    |         |         | 2:15,06 min |
| 09    | Adriano Iseppi     |         |         | 2:15,50 min |
| 10    | Eirik Borgersen    |         |         | 2:15,69 min |

### Classic
| Platz | Name                | Zeit        |
| ----- | ------------------- | ----------- |
| 01    | Eirik Borgersen     | 3:26,44 min |
| 02    | Adriano Iseppi      | 3:30,04 min |
| 03    | Kjetil Søvik        | 3:30,64 min |
| 04    | Børge Søvik         | 3:33,69 min |
| 05    | Bjoern Fisker       | 3:33,91 min |
| 06    | Sepp Brunner        | 3:35,61 min |
| 07    | Mettias Wagenius    | 3:37,48 min |
| 08    | Eivind Modalsli     | 3:37,72 min |
| 09    | Tony Burn           | 3:40,51 min |
| 10    | Bjørn Erik Gunnerød | 3:42,81 min |

## Damen

### Sprint Classic
| Platz | Name             | Zeit 1. | Zeit 2. | Gesamt      |
| ----- | ---------------- | ------- | ------- | ----------- |
| 01    | Sigrid Rykhus    |         |         | 2:26,06 min |
| 02    | Sandra Haelldahl |         |         | 2:31,12 min |
| 03    | Lene Haaskjold   |         |         | 2:33,74 min |
| 04    | Francoise Matter |         |         | 2:34,75 min |
| 05    | Katinka Knudsen  |         |         | 2:37,27 min |
| 06    | Monica Rieder    |         |         | 2:39,15 min |
| 07    | Ingrid Hellberg  |         |         | 2:39,41 min |
| 08    | Michaela Žítková |         |         | 2:40,39 min |
| 09    | Larissa Pitton   |         |         | 2:42,79 min |
| 10    | Corinne Rohrer   |         |         | 2:43,67 min |

### Riesenslalom
| Platz | Name                   | Zeit 1. | Zeit 2. | Gesamt      |
| ----- | ---------------------- | ------- | ------- | ----------- |
| 01    | Francoise Matter       |         |         | 2:20,85 min |
| 02    | Sigrid Rykhus          |         |         | 2:21,97 min |
| 03    | Lene Haaskjold         |         |         | 2:24,42 min |
| 04    | Katinka Knudsen        |         |         | 2:24,95 min |
| 05    | Stine Fet              |         |         | 2:27,19 min |
| 06    | Sandra Haelldahl       |         |         | 2:27,36 min |
| 07    | Monica Rieder          |         |         | 2:31,10 min |
| 08    | Astrid Sturm           |         |         | 2:32,31 min |
| 09    | Corinne Rohrer         |         |         | 2:35,54 min |
| 10    | Camilla-Tenvig Pederse |         |         | 2:36,13 min |

### Classic
| Platz | Name               | Zeit        |
| ----- | ------------------ | ----------- |
| 01    | Sandra Haelldahl   | 3:14,53 min |
| 02    | Katinka Knudsen    | 3:14,67 min |
| 03    | Lene Haaskjold     | 3:14,71 min |
| 04    | Francoise Matter   | 3:16,77 min |
| 05    | Stine Fet          | 3:25,50 min |
| 06    | Michaela Žítková   | 3:30,10 min |
| 07    | Larissa Pitton     | 3:30,33 min |
| 08    | Sigrid Rykhus      | 3:33,05 min |
| 09    | Ingrid Hellberg    | 3:36,05 min |
| 10    | Victoria Fletscher | 3:36,80 min |